# Желязната девица
Желязната девица е железен уред, предназначен да измъчва или убива човек като пробива тялото му с остри предмети (като ножове, остриета или пирони), докато той е принуден да остане прав. Осъдения кърви обилно и се омаломощава бавно, след което накрая умира от загуба на кръв.
В допълнение, осъдените гладували 10 – 20 дни и така се увеличавали страданията и омаломощаването им.